# Scott Williams
Scott Christopher Williams (Hacienda Heights, California, 21 de marzo de 1968) es un exjugador de baloncesto estadounidense que disputó quince temporadas en la NBA. Con 2,08 metros de estatura, lo hacía en la posición de ala-pívot.

## Trayectoria deportiva

### Universidad
Tras haber disputado en 1986 el prestigioso McDonald's All American Game, jugó durante cuatro temporadas con los Tar Heels de la Universidad de Carolina del Norte en Chapel Hill, en las que promedió 14,5 puntos y 7,3 rebotes por partido. En su última temporada fue incluido en el mejor quinteto del Torneo de la Atlantic Coast Conference.

#### Estadísticas
| Año     | Equipo         | PJ  | PT | MPP  | %TC  | %3P  | %TL  | RPP | APP | ROB | TPP | PPP  |
| ------- | -------------- | --- | -- | ---- | ---- | ---- | ---- | --- | --- | --- | --- | ---- |
| 1986–87 | North Carolina | 36  | 1  | 15.0 | .497 | .000 | .558 | 4.2 | 0.9 | 0.8 | 0.8 | 5.5  |
| 1987–88 | North Carolina | 34  | 33 | 26.5 | .572 | .429 | .673 | 6.4 | 1.2 | 1.3 | 1.3 | 12.8 |
| 1988–89 | North Carolina | 35  | 30 | 22.9 | .556 | .000 | .654 | 7.3 | 0.7 | 0.9 | 1.4 | 11.4 |
| 1989–90 | North Carolina | 33  | 30 | 24.6 | .554 | .143 | .615 | 7.3 | 0.8 | 1.1 | 1.2 | 14.5 |
| Total   | Total          | 138 | 94 | 22.1 | .551 | .235 | .633 | 6.2 | 0.9 | 1.0 | 1.2 | 10.9 |

### Profesional
Tras no ser elegido en el Draft de la NBA de 1990, fichó como agente libre por Chicago Bulls, donde asumió el papel de suplente de Horace Grant durante 4 temporadas, en las que consiguió 3 anillos de campeón de la NBA, en 1991, 1992 y 1993, con un equipo que contaba como principales figuras con Michael Jordan y Scottie Pippen. Su mejor campaña fue la 1993-94, en la que promedió 7,6 puntos y 4,8 rebotes por partido. La hazaña de conseguir tres anillos de campeón consecutivos en sus tres primeros años de carrera, es algo que no sucedía en la liga desde la época gloriosa de los Boston Celtics de los años 60s.
Tras convertirse nuevamente en agente libre, fichó en 1994 por 7 temporadas por los Philadelphia 76ers. Finalmente fueron 4 las temporadas que jugó con los Sixers, la mejor de todas la primera, en la que fue titular en 43 partidos, promediando 6,4 puntos y 6,3 rebotes.
Mediada la temporada 1998-99 fue traspasado, junto con Tim Thomas a Milwaukee Bucks, a cambio de Tyrone Hill y Jerald Honeycutt. Tras haber pasado un calvario de lesiones en los Sixers, en su nueva etapa resurge y juega la temporada con mejores números de toda su carrera, promediando 7,6 puntos, 6,6 rebotes y 1,0 tapones por partido.
En 2001 es traspasado junto con una primera ronda del draft de 2004 a Denver Nuggets a cambio de Aleksandar Radojevic y Kevin Willis. Allí juega una temporada discreta, marcada nuevamente por las lesiones que le hicieron perderse toda la segunda mitad de la competición, promediando 4,9 puntos y 5,1 rebotes por partido como suplente de Raef LaFrentz.
Tras finalizar contrato, ficha al año siguiente con Phoenix Suns, siendo renovado por una temporada más al año siguiente. A pesar de ello, es despedido a las pocas semanas del comienzo de la competición, firmando entonces por Dallas Mavericks. Acabó su carrera deportiva al año siguiente, ya con 36 años, vistiendo la camiseta de Cleveland Cavaliers.

## Estadísticas de su carrera en la NBA

### Temporada regular
| Temporada | Edad | Equipo              | Liga | P   | TIT | MIN  | TC  | TCA | %TC  | 3P  | 3PA | %3P   | TL  | TLA | %TL  | R.OF. | R.DEF. | REB | ASIS | ROB | TAP | PER | FP  | PTS |
| 1990-91   | 22   | Chicago Bulls       | NBA  | 51  | 0   | 6.6  | 1.0 | 2.0 | .510 | 0.0 | 0.0 | .500  | 0.4 | 0.5 | .714 | 0.8   | 1.1    | 1.9 | 0.3  | 0.2 | 0.3 | 0.5 | 1.0 | 2.5 |
| 1991-92   | 23   | Chicago Bulls       | NBA  | 63  | 0   | 11.0 | 1.3 | 2.7 | .483 | 0.0 | 0.0 | .000  | 0.8 | 1.2 | .649 | 1.4   | 2.5    | 3.9 | 0.8  | 0.2 | 0.6 | 0.6 | 1.9 | 3.4 |
| 1992-93   | 24   | Chicago Bulls       | NBA  | 71  | 5   | 19.3 | 2.3 | 5.0 | .466 | 0.0 | 0.1 | .000  | 1.3 | 1.8 | .714 | 2.4   | 4.0    | 6.4 | 1.0  | 0.8 | 0.9 | 1.0 | 3.2 | 5.9 |
| 1993-94   | 25   | Chicago Bulls       | NBA  | 38  | 11  | 16.8 | 3.0 | 6.2 | .483 | 0.0 | 0.1 | .200  | 1.6 | 2.6 | .612 | 1.8   | 2.9    | 4.8 | 1.0  | 0.4 | 0.6 | 1.2 | 2.9 | 7.6 |
| 1994-95   | 26   | Philadelphia 76ers  | NBA  | 77  | 43  | 23.1 | 2.7 | 5.6 | .475 | 0.0 | 0.1 | .000  | 1.0 | 1.4 | .738 | 2.2   | 4.1    | 6.3 | 0.8  | 0.9 | 0.5 | 1.1 | 3.1 | 6.4 |
| 1995-96   | 27   | Philadelphia 76ers  | NBA  | 13  | 1   | 14.8 | 1.2 | 2.2 | .517 | 0.0 | 0.2 | .000  | 0.8 | 0.9 | .833 | 1.0   | 2.5    | 3.5 | 0.4  | 0.5 | 0.5 | 0.6 | 2.1 | 3.1 |
| 1996-97   | 28   | Philadelphia 76ers  | NBA  | 62  | 52  | 21.2 | 2.6 | 5.1 | .509 | 0.0 | 0.0 | .000  | 0.6 | 0.9 | .691 | 2.5   | 3.9    | 6.4 | 0.7  | 0.7 | 0.7 | 0.8 | 3.3 | 5.8 |
| 1997-98   | 29   | Philadelphia 76ers  | NBA  | 58  | 7   | 13.8 | 1.6 | 3.7 | .437 | 0.0 | 0.1 | .000  | 0.9 | 1.1 | .810 | 1.5   | 2.1    | 3.6 | 0.5  | 0.3 | 0.4 | 0.5 | 2.3 | 4.1 |
| 1998-99   | 30   | TOTAL               | NBA  | 7   | 0   | 6.6  | 0.7 | 2.4 | .294 | 0.0 | 0.0 |       | 0.6 | 1.0 | .571 | 0.4   | 1.6    | 2.0 | 0.1  | 0.4 | 0.3 | 0.6 | 1.3 | 2.0 |
| 1998-99   | 30   | Philadelphia 76ers  | NBA  | 2   | 0   | 8.5  | 0.0 | 1.0 | .000 | 0.0 | 0.0 |       | 0.0 | 0.0 |      | 0.5   | 0.5    | 1.0 | 0.5  | 1.0 | 0.5 | 1.0 | 2.0 | 0.0 |
| 1998-99   | 30   | Milwaukee Bucks     | NBA  | 5   | 0   | 5.8  | 1.0 | 3.0 | .333 | 0.0 | 0.0 |       | 0.8 | 1.4 | .571 | 0.4   | 2.0    | 2.4 | 0.0  | 0.2 | 0.2 | 0.4 | 1.0 | 2.8 |
| 1999-00   | 31   | Milwaukee Bucks     | NBA  | 68  | 46  | 21.9 | 3.1 | 6.3 | .500 | 0.0 | 0.0 |       | 1.4 | 1.9 | .729 | 2.6   | 4.0    | 6.6 | 0.4  | 0.6 | 1.0 | 1.0 | 3.4 | 7.6 |
| 2000-01   | 32   | Milwaukee Bucks     | NBA  | 66  | 31  | 19.3 | 2.6 | 5.5 | .474 | 0.0 | 0.1 | .250  | 0.9 | 1.1 | .857 | 1.5   | 4.0    | 5.5 | 0.5  | 0.7 | 0.5 | 0.6 | 2.7 | 6.1 |
| 2001-02   | 33   | Denver Nuggets      | NBA  | 41  | 16  | 18.0 | 2.1 | 5.3 | .396 | 0.0 | 0.0 | .000  | 0.7 | 1.0 | .732 | 2.0   | 3.1    | 5.1 | 0.3  | 0.4 | 0.8 | 0.9 | 2.4 | 4.9 |
| 2002-03   | 34   | Phoenix Suns        | NBA  | 69  | 33  | 12.6 | 1.7 | 4.2 | .411 | 0.0 | 0.0 | .000  | 0.5 | 0.6 | .786 | 1.0   | 1.8    | 2.8 | 0.3  | 0.4 | 0.3 | 0.5 | 2.3 | 4.0 |
| 2003-04   | 35   | TOTAL               | NBA  | 43  | 21  | 12.3 | 2.1 | 4.3 | .484 | 0.0 | 0.1 | .667  | 0.4 | 0.6 | .593 | 0.9   | 2.2    | 3.1 | 0.4  | 0.5 | 0.4 | 0.4 | 2.2 | 4.6 |
| 2003-04   | 35   | Phoenix Suns        | NBA  | 16  | 10  | 16.7 | 3.3 | 6.3 | .525 | 0.1 | 0.1 | 1.000 | 0.6 | 0.8 | .692 | 1.4   | 3.1    | 4.5 | 0.4  | 0.9 | 0.4 | 0.4 | 2.8 | 7.3 |
| 2003-04   | 35   | Dallas Mavericks    | NBA  | 27  | 11  | 9.6  | 1.4 | 3.1 | .435 | 0.0 | 0.0 | .000  | 0.3 | 0.5 | .500 | 0.6   | 1.7    | 2.2 | 0.4  | 0.2 | 0.3 | 0.4 | 1.9 | 3.0 |
| 2004-05   | 36   | Cleveland Cavaliers | NBA  | 19  | 0   | 8.0  | 0.6 | 2.2 | .293 | 0.0 | 0.1 | .000  | 0.5 | 0.6 | .818 | 0.8   | 0.8    | 1.6 | 0.4  | 0.2 | 0.3 | 0.3 | 1.6 | 1.7 |
| Total     |      |                     | NBA  | 746 | 266 | 16.4 | 2.1 | 4.6 | .467 | 0.0 | 0.1 | .111  | 0.9 | 1.2 | .721 | 1.7   | 3.0    | 4.7 | 0.6  | 0.5 | 0.6 | 0.7 | 2.6 | 5.1 |

### Playoffs
| Temporada | Edad | Equipo           | Liga | P  | MIN  | TCA | TC  | 3PA | 3P | TLA | TL  | R.OF. | REB | ASIS | ROB | TAP | PER | FP  | PTS | %TC  | %3P  | %FT   | MIN  | PTS  | REB | AST |
| 1990-91   | 22   | Chicago Bulls    | NBA  | 12 | 72   | 6   | 13  | 0   | 1  | 11  | 20  | 4     | 20  | 3    | 1   | 3   | 4   | 15  | 23  | .462 | .000 | .550  | 6.0  | 1.9  | 1.7 | 0.3 |
| 1991-92   | 23   | Chicago Bulls    | NBA  | 22 | 321  | 34  | 70  | 0   | 1  | 20  | 28  | 33    | 95  | 7    | 6   | 18  | 15  | 65  | 88  | .486 | .000 | .714  | 14.6 | 4.0  | 4.3 | 0.3 |
| 1992-93   | 24   | Chicago Bulls    | NBA  | 19 | 395  | 44  | 87  | 0   | 2  | 16  | 29  | 40    | 111 | 26   | 7   | 17  | 24  | 58  | 104 | .506 | .000 | .552  | 20.8 | 5.5  | 5.8 | 1.4 |
| 1993-94   | 25   | Chicago Bulls    | NBA  | 10 | 151  | 24  | 57  | 0   | 0  | 15  | 21  | 15    | 39  | 7    | 7   | 3   | 9   | 23  | 63  | .421 |      | .714  | 15.1 | 6.3  | 3.9 | 0.7 |
| 1999-00   | 31   | Milwaukee Bucks  | NBA  | 5  | 93   | 23  | 36  | 0   | 0  | 5   | 6   | 9     | 28  | 2    | 2   | 5   | 4   | 16  | 51  | .639 |      | .833  | 18.6 | 10.2 | 5.6 | 0.4 |
| 2000-01   | 32   | Milwaukee Bucks  | NBA  | 17 | 378  | 59  | 120 | 0   | 0  | 16  | 28  | 45    | 122 | 12   | 11  | 24  | 12  | 57  | 134 | .492 |      | .571  | 22.2 | 7.9  | 7.2 | 0.7 |
| 2002-03   | 34   | Phoenix Suns     | NBA  | 6  | 83   | 11  | 32  | 0   | 0  | 2   | 2   | 6     | 15  | 1    | 4   | 3   | 1   | 17  | 24  | .344 |      | 1.000 | 13.8 | 4.0  | 2.5 | 0.2 |
| 2003-04   | 35   | Dallas Mavericks | NBA  | 3  | 11   | 0   | 4   | 0   | 0  | 0   | 0   | 2     | 4   | 0    | 0   | 1   | 0   | 3   | 0   | .000 |      |       | 3.7  | 0.0  | 1.3 | 0.0 |
| Total     |      |                  | NBA  | 94 | 1504 | 201 | 419 | 0   | 4  | 85  | 134 | 154   | 434 | 58   | 38  | 74  | 69  | 254 | 487 | .480 | .000 | .634  | 16.0 | 5.2  | 4.6 | 0.6 |